# Znak @
Znak @ pravopisni je i tipografski znak. Nalazi se u osnovnom skupu ASCII znakova, s rednim brojem 64 (decimalno) i x40 (heksadecimalno), kao i u kodnoj mapi Unicode. Znak se koristi u adresama elektroničke pošte za odjeljivanje imena primatelja od imena internetske domene ili poslužitelja. Znak je nastao stilizacijom slova engleske riječi at, a u hrvatskom se prevodi i čita pri.
Novotvorenica vitičnik za znak @ koju je časopis Jezik nagradio 2014. za najbolju novu hrvatsku riječ u hrvatskom jeziku nije zaživjela. 
Znak se najčešće čita kao et (izgovor engleske riječi at), zatim pri, na, a naziva se i majmunčić, manki (izgovor engleske riječi monkey). 

## Upotreba
U adresi elektroničke pošte znak @ umeće se između korisničkog imena i domene, kao na primjer:
```
suradnik@hr.wikipedia.org
```

korisničko ime je "suradnik" i nalazi se pri domeni "hr.wikipedia.org". Ako web-stranica traži identifikaciju korisnika, može se upotrijebiti znak @ za brži pristup, u obliku:
```
korisničko_ime
:
lozinka
@
primjer.com/datoteke/ 
```

tj. pišu se korisničko ime i lozinka (odvojeni dvotočjem), zatim @ znak i adresa web-stranice. Znak @ na forumima se često koristi kao oznaka obraćanja određenoj osobi. Na primjer, ako u diskusiji sudjeluje više osoba i napišemo @Ivo, poruka koja slijedi namijenjena je korisniku Ivo:
Jasna: Dobar dan!
Ivo: Hrvatska Wikipedija nema članak o znaku @
Pero: Zdravo @Jasna, poslao sam ti sliku.
Jasna: Primila sam tvoj mail. @Ivo:  jedan suradnik upravo je napisao članak o znaku @
U IRC klijentima znak @ ispred imena korisnika označava operatora kanala. Kod nekih klijenata (Chatzilla, Miranda, X-chat...)  znak se uobičajeno zamjenjuje malim zelenim kružićem ("grašak").
Znak @ upotrebljava se u mnogim programskim jezicima (C#, Java, Pascal, PHP, Python) ali njegova upotreba nije standardizirana pa kod većine jezika ima drugo značenje.

## Mali znak @
Pored znaka '@' u svojoj normalnoj veličini, postoji i znak Unicodea za manji znak '﹫'. Njegov broj je 65131 (decimalno) i xFE6B (heksadecimalno), a u kodnoj mapi nalazi se među inačicama malih fontova. Ovisno o tipu fonta, mali et-znak ima veličinu malih slova, ali je često manji od njih.

## Vanjske poveznice
- Članak u UK Telegraphu: Chinese parents choose to name their baby "@" (objavljeno 17. kolovoza 2007., pristupljeno 5. rujna 2015.)